# Hyles gallii
Hyles gallii és una espècie de lepidòpter ditrisi de la família dels esfíngids (Sphingidae), pròpia de la regió Holàrtica.

## Història natural
L'eruga s'alimenta de Galium com Galium aparine, Galium mollugo i Galium verum i d'altres plantes com Epilobium montanum, Chamaenerion angustifolium, Godetia amoena, Clarkia, Fuchsia, Circaea, Plantago major.

## Distribució
Es distribueix per Nord-amèrica, Europa (exceptuant la península Ibèrica, Illes Balears, entre altres regions), Àsia central i Japó.

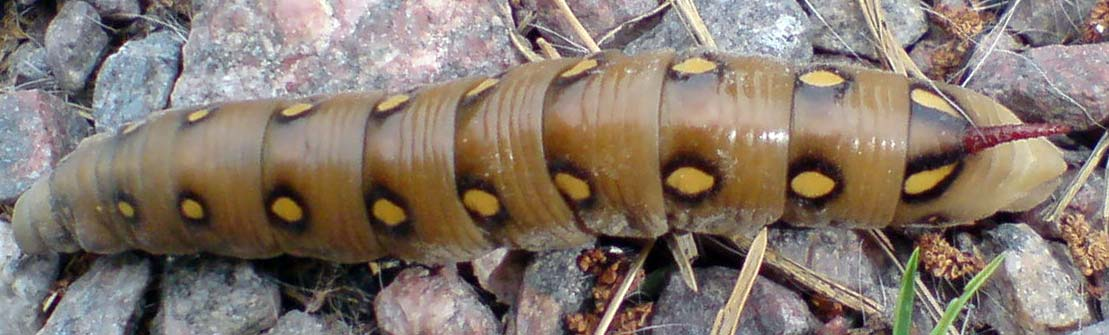
Larva
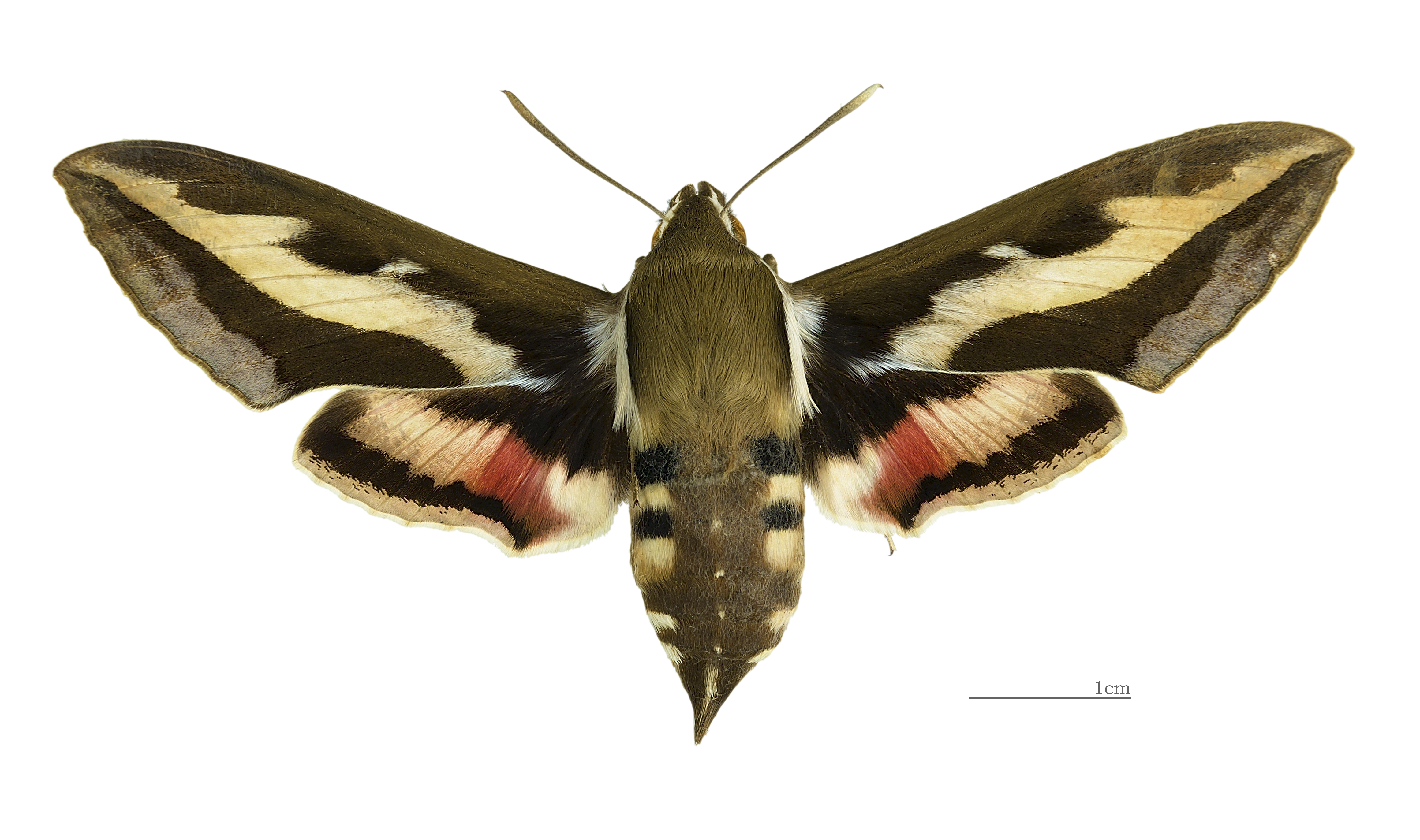
♀
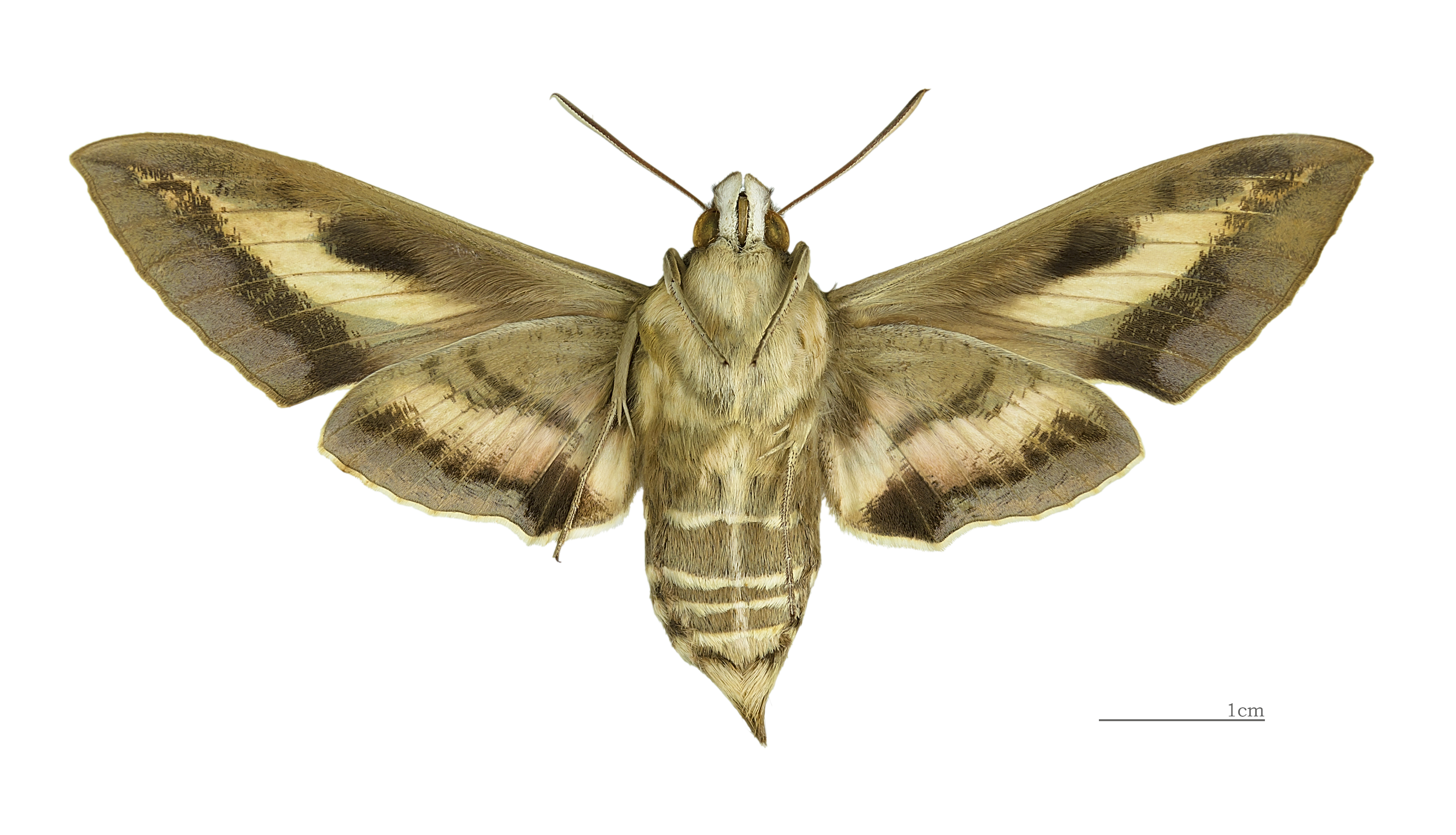
♀
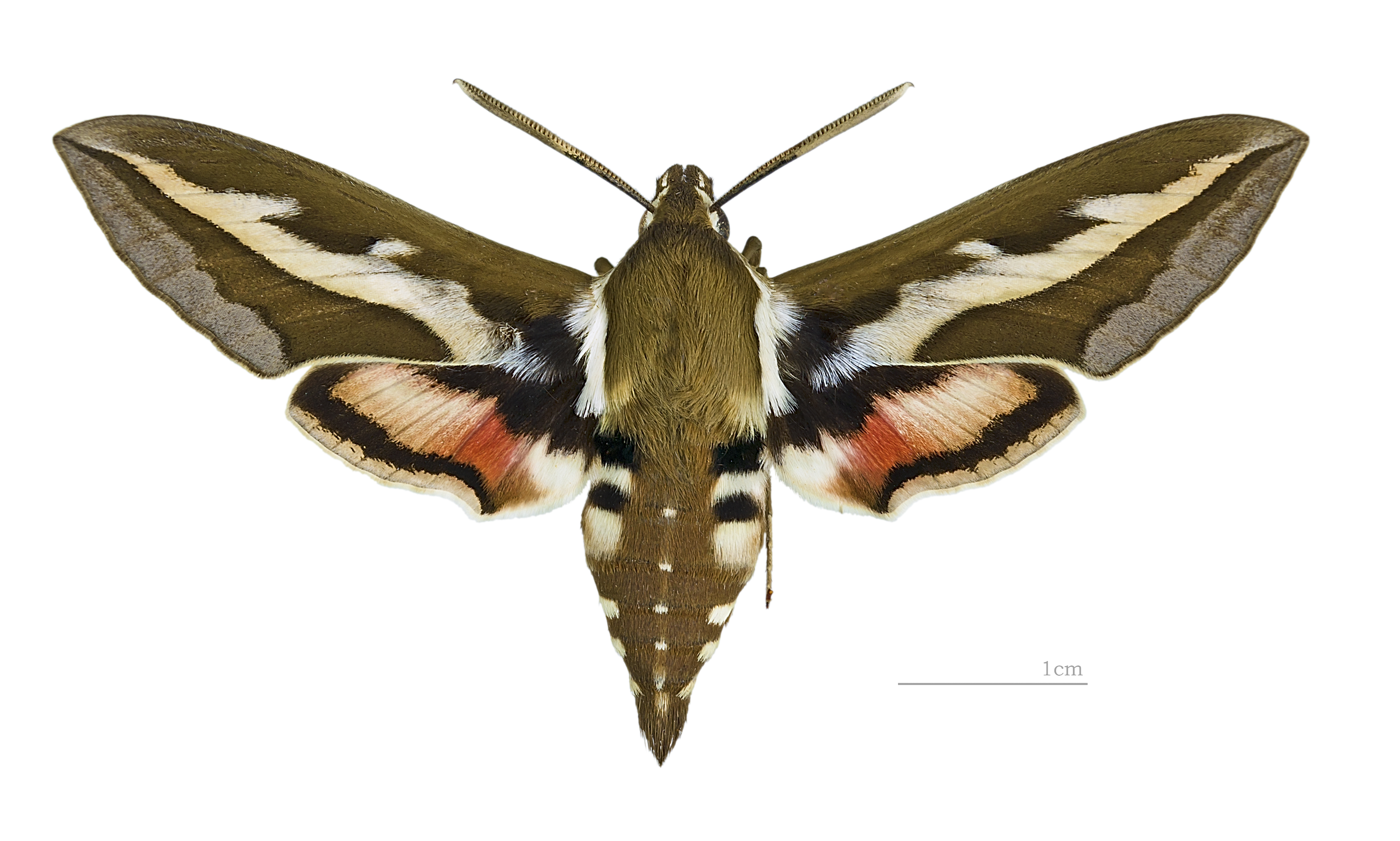
♂
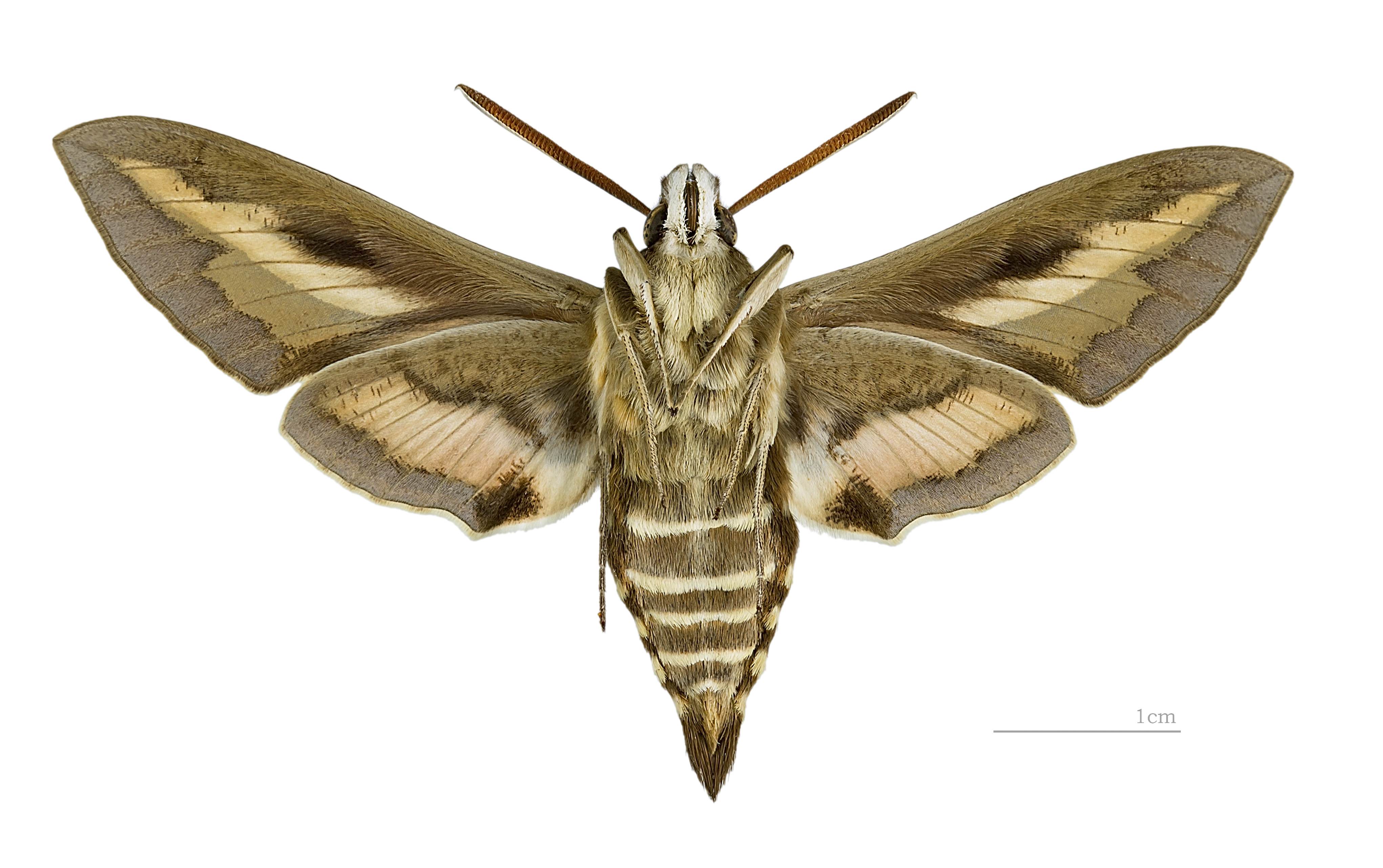
♂